# Pygathrix
Pygathrix (česky langur) je rod kočkodanovité opice původem z Indočíny.

## Systematika
Za popisnou autoritu rodu Pygathrix je pokládán francouzský přírodovědec Étienne Geoffroy Saint-Hilaire (1812). V rámci zoologického systému spadá tento rod do čeledi kočkodanovitých (Cercopithecidae) a podčeledi hulmanů (Colobinae). Jeho zástupci nesou v češtině rodové jméno langur, jež je však sdíleno i zástupci rodu Rhinopithecus Milne-Edwards, 1872. Languři z rodu Rhinopithecus mohou být v některých zdrojích klasifikováni přímo v rámci rodu Pygathrix, např. v rámci samostatného podrodu.
Následující systém uvádí pouze druhy rodu Pygathrix v užším smyslu, v souladu s 3. vydáním Mammal Species of the World z roku 2005:
- Pygathrix cinerea (Phan Trung Nghia, 1997)
- Pygathrix nemaeus (Linnaeus, 1771) – langur duk
- Pygathrix nigripes (Milne-Edwards, 1871) – langur černobércový[1]

Příbuzenské vztahy asijských hulmanů je obtížné rekonstruovat pro jejich složitou biogeografickou a evoluční historii, během níž se zřejmě uplatňovaly i vzájemné hybridizace. Rody Pygathrix a Rhinopithecus však zřejmě tvoří jeden klad společně s kahauy Nasalis a Simias.

## Charakteristika

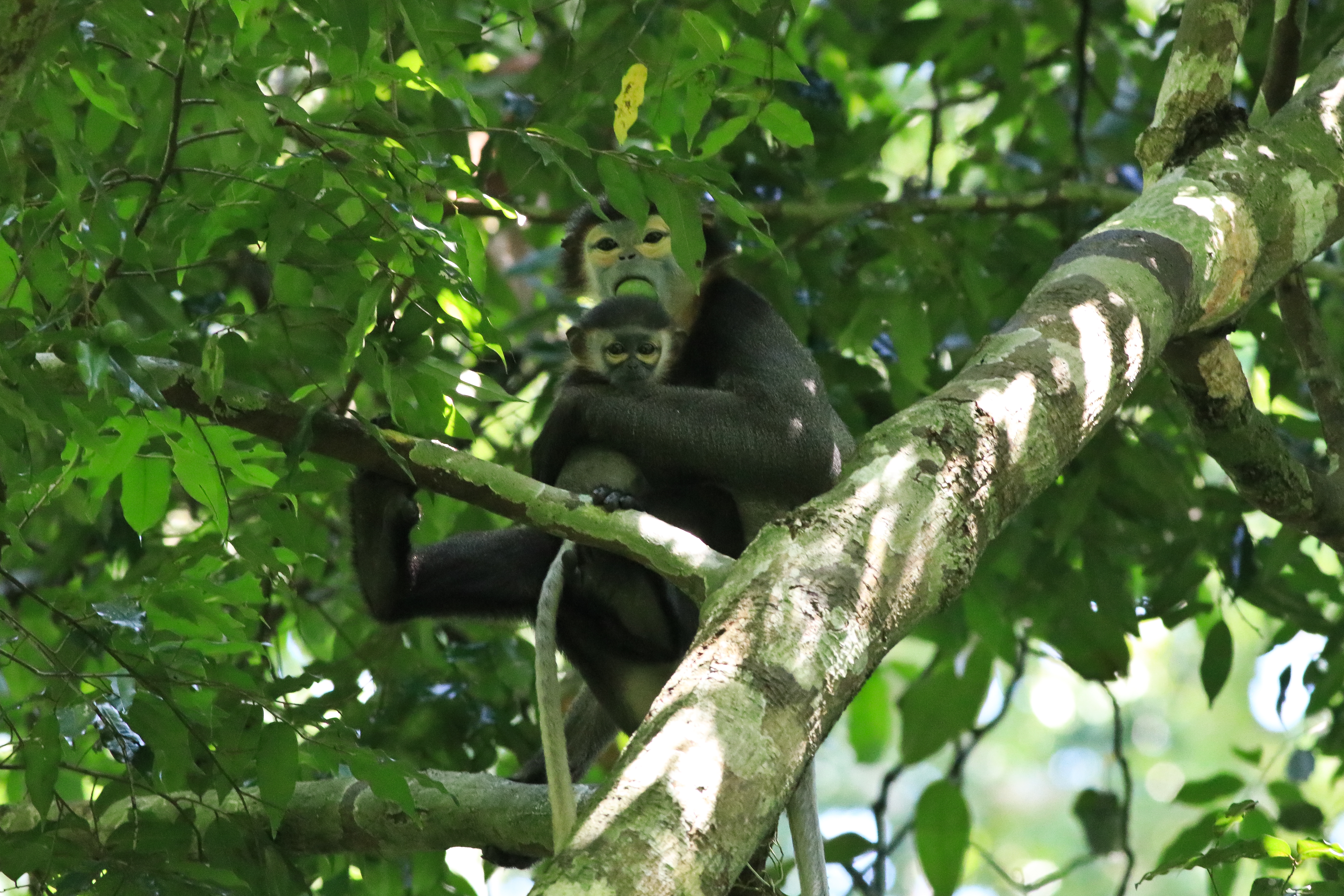
Langur černobércový

Langur duk, zřejmě nejznámější zástupce tohoto rodu, dosahuje délky těla 40 až 60 cm a délky ocasu 59 až 77 cm. V porovnání s langury rodu Rhinopithecus jsou zástupci rodu Pygathrix spíše menší, s nepříliš výraznou pohlavní dvojtvárností a ocasem zhruba o délce hlavy a těla. Nos bývá jen málo výrazný. Pozoruhodné barevnosti u těchto opic dosahuje jejich osrstění. Langur duk patří mezi nejbarevnější druhy opic vůbec: dospělci se vyznačují stříbrně černým tělem, bělavými předními končetinami, černými stehny a ploskami dolních končetin, hnědými holeněmi a lýtky, tělově hnědým obličejem, černým čelem a bělavými licousy, krkem a okolím úst. Samci mají navíc červený penis a bílý šourek.
Jde o opice smíšených až spíše listnatých lesů; listy, plody a semena také tvoří hlavní podíl jejich jídelníčku. Pro langura duk jsou typické sociální skupiny mnohosamcového-mnohosamicového charakteru, jež může tvořit 17 až 45 zvířat (byť v nepříznivých dobách se mohou takové tlupy rozdrobit do méně početných skupinek). Naproti tomu pro langury černobércové bývá typické spíše jednosamcové sociální uspořádání, s průměrně asi 7 zvířaty na tlupu. Během období dešťů se počet opic v jedné skupině může zvýšit až na 20. Vyjma obratných skoků se languři rodu Pygathrix mohou pohybovat i pomocí závěsné lokomoce. Schopnost brachiace se u vyšších primátů vyvinula několikrát nezávisle na sobě, přičemž v případě srovnání těchto langurů, chápanů a gibonů lze pozorovat konvergence v zatížení končetin a pohybech v rameni a lokti.
Domovinou těchto špatně známých opic je severovýchodní Indočína. Všechny druhy patří mezi kriticky ohrožené a jejich budoucnost je nejistá.